# Spoorlijn Paris-Saint-Lazare - Mantes-Station via Conflans-Sainte-Honorine
De Spoorlijn Paris-Saint-Lazare - Mantes-Station via Conflans-Sainte-Honorine is een Franse spoorlijn van station Paris-Saint-Lazare naar Mantes-la-Jolie. De lijn is 57,6 km lang en heeft als lijnnummer 334 000.

## Geschiedenis
Het gedeelte tussen Paris-Saint-Lazare en Argenteuil-Rive-Gauche werd aangelegd door de Compagnie du chemin de fer de Paris à Saint-Germain en geopend in twee gedeeltes, van Paris-Saint-Lazare tot Asnières op 24 augustus 1837 en van Asnières tot Argenteuil-Rive-Gauche op 28 april 1851. In 1855 werd de lijn overgnomen door de Compagnie des chemins de fer de l'Ouest, die op 6 juli 1863 het gedeelte tussen Colombes en Argenteuil opende. Tegelijkertijd werd het baanvak tussen Colombes en Argenteuil-Rive-Gauche gesloten en opgebroken. Op 1 juni 1892 werd de spoorlijn voltooid tot Mantes-Station.

## Treindiensten
De SNCF verzorgt het personenvervoer op dit traject met Transilien treinen.
| Serie   | Treinsoort        | Route | Bijzonderheden |
| ------- | ----------------- | --- | -------------- |
| Trans J | Transilien (SNCF) | Paris Saint-Lazare – [ Argenteuil – [ Ermont - Eaubonne ] / [ Cormeilles-en-Parisis – Conflans-Sainte-Honorine – [ Pontoise – Boissy-l'Aillerie – Gisors ] / [ Mantes-la-Jolie ] ] ] / [ Les Mureaux – Mantes-la-Jolie – Vernon - Giverny ] |                |

## Aansluitingen
In de volgende plaatsen is of was er een aansluiting op de volgende spoorlijnen:
Paris-Saint-Lazare
RFN 334 900, spoorlijn tussen Paris-Saint-Lazare en Ermont-Eaubonne
RFN 340 000, spoorlijn tussen Paris-Saint-Lazare en Le Havre
RFN 973 000, spoorlijn tussen Paris-Saint-Lazare en Versailles-Rive-Droite
RFN 975 000, spoorlijn tussen Paris-Saint-Lazare en Saint-Germain-en-Laye
Pont-Cardinet
RFN 971 000, spoorlijn tussen Pont-Cardinet en Auteuil-Boulogne
Batignolles
RFN 955 000, spoorlijn tussen La Râpée en Batignolles (petite ceinture van Parijs)
Colombes
RFN 968 301, raccordement tussen Courbevoie en Colombes en La Garenne-Bezons
La Stade
RFN 334 506, bedieningsspoor haven Gennevilliers (westelijke tak)
Val d'Argenteuil
RFN 334 301, raccordement van Soulezard
RFN 334 302, raccordement van Val-Notre-Dame
Conflans-Sainte-Honorine
RFN 336 000, spoorlijn tussen Conflans-Sainte-Honorine en Éragny-Neuville
aansluiting Fin-d'Oise
RFN 336 306, raccordement van Fin-d'Oise
Mantes-Station
RFN 340 000, spoorlijn tussen Paris-Saint-Lazare en Le Havre
Mantes-la-Jolie
RFN 340 000, spoorlijn tussen Paris-Saint-Lazare en Le Havre
RFN 366 000, spoorlijn tussen Mantes-la-Jolie en Cherbourg
RFN 366 306, raccordement van Piquettes

## Elektrische tractie
De lijn werd in gedeeltes geëlektrificeerd. Het gedeelte tussen Paris-Saint-Lazare en Bois-Colombes werd in 1924 voorzien van een derde rail met een spanning van 750 volt, in 1936 werd deze verlengd tot Argenteuil. In 1967 werd de gehele lijn tot Mantes-Station opnieuw geëlektrificeerd met een spanning van 25.000 volt 50 Hz. T